# Саутемптон (острво)
Саутемптон (енгл. Southampton Island) је велико острво на улазу у Хадсонов залив у Канади, део канадског арктичког архипелага. Према административној подели Канаде припада територији Нунавут. Има површину од 41 214 km² што га чини деветим канадским острвом по величини и тридесет трећим светским. Једино насеље на острву је Корал Харбор са 721 становником.
На западу и северозападу се налази Рос Велкотов мореуз који одваја острво од континента, на североистоку Фоксов басен, на истоку Фоксов мореуз, а на југу Евансов и Фишеров мореуз и Хадсонов залив.

## Историја
Историјски говорећи, острво је познато по његовим сада изумрлим становницима Садлермиутима, који су били последњи остаци Тинуитске културе. Тинуит, пре-инуитска култура, званично је нестала 1902. када су од нових европских болести Садлермиути помрли за неколико недеља.
Прва забележена посета Европљана острву била је 1613, кад се искрцао велшки истраживач Томас Батон.
Почетком 20. века, острво је поново насељено Ајвилингмијутима из Науџата и Честерфилдског Инлета, под утицајем китоловца, капетана Џорџа Комера и других. Бафински оствљани су стигли 25 година касније. Џон Ел, који је као дете путовао са својом мајком Шуфли на Комерове шкуне, на крају је постао најпознатији међу поново насељеним становништвом острва Саутемптон.
Археолошко налазиште Нејтив Појнт на ушћу залива Нејтив је највеће налазиште Садлермиута на острву.

## Geology
Геологија
Острво Саутемптон има геолошке ресурсе који су од научног и индустријског интереса.
Међутим, према влади Нунавута још увек недостаје потпуно познавање острва.
Тренутни ниво основне геонауке који је доступан за регион Саутемптона је неадекватан да задовољи тренутне захтеве истраживања. На мапирању геологије темељне стене острва Саутемптон у регионалној скали није се радило од 1969. године.

На постојећој геолошкој карти су унесене само најопштије разлике у стенама, а постоји само рудиментарно разумевање површинске геологије. Тренутно не постоје јавно доступни геохемијски подаци на регионалном нивоу који су од суштинског значаја за разумевање потенцијала истраживања метала и дијаманата.

## Географија
Од полуострва Мелвил га дели залеђени мореуз. Остали водени путеви који окружују острво укључују Роес Велкам Саунд на западу, Залив божје милости на југозападу, Рибарски мореуз на југу, Евансов мореуз на југоистоку и Фоксов Каннел на истоку.
Хансинско језеро се налази на крајњем северу. Полуострво Бел се налази у југоисточном делу острва. Планина Матијасен, део планине Порсилд, највиши је врх острва. Облик острва је донекле сличан оном уоченом код Њуфаундленда.

### Клима
Острво Саутемптон има оштру субарктичку климу (Кепен Dfc) која прелази у климу тундре (ET). Као и скоро цео Нунавут, острво Саутемптон је потпуно изнад линије дрвећа. Корална лука никада није била изнад нуле у јануару, фебруару и марту (иако је током потоњег месеца забележено 0,0 °C (32,0 °F). Због смрзнуте природе Хадсоновог залива, постоји озбиљно сезонско заостајање до јуна, посебно у поређењу са више континенталним областима као што је Фербанкс упркос много сунца и сталног сумрака ноћу. Због пада сунчеве снаге и одсуства топле воде чак и лети, температуре и даље веома брзо опадају како се септембар приближава. Хладни екстреми су озбиљни, али у складу са многим областима чак и јужније у унутрашњости Канаде.
| Клима Коралне луке (Аеродром Коралне луке) WMO ID: 71915; координате 64° 11′ 36″ N 83° 21′ 34″ W / 64.19333° С; 83.35944° З; елевација: 62,2 m (204 ft); 1981–2010 нормале | Клима Коралне луке (Аеродром Коралне луке) WMO ID: 71915; координате 64° 11′ 36″ N 83° 21′ 34″ W / 64.19333° С; 83.35944° З; елевација: 62,2 m (204 ft); 1981–2010 нормале | Клима Коралне луке (Аеродром Коралне луке) WMO ID: 71915; координате 64° 11′ 36″ N 83° 21′ 34″ W / 64.19333° С; 83.35944° З; елевација: 62,2 m (204 ft); 1981–2010 нормале | Клима Коралне луке (Аеродром Коралне луке) WMO ID: 71915; координате 64° 11′ 36″ N 83° 21′ 34″ W / 64.19333° С; 83.35944° З; елевација: 62,2 m (204 ft); 1981–2010 нормале | Клима Коралне луке (Аеродром Коралне луке) WMO ID: 71915; координате 64° 11′ 36″ N 83° 21′ 34″ W / 64.19333° С; 83.35944° З; елевација: 62,2 m (204 ft); 1981–2010 нормале | Клима Коралне луке (Аеродром Коралне луке) WMO ID: 71915; координате 64° 11′ 36″ N 83° 21′ 34″ W / 64.19333° С; 83.35944° З; елевација: 62,2 m (204 ft); 1981–2010 нормале | Клима Коралне луке (Аеродром Коралне луке) WMO ID: 71915; координате 64° 11′ 36″ N 83° 21′ 34″ W / 64.19333° С; 83.35944° З; елевација: 62,2 m (204 ft); 1981–2010 нормале | Клима Коралне луке (Аеродром Коралне луке) WMO ID: 71915; координате 64° 11′ 36″ N 83° 21′ 34″ W / 64.19333° С; 83.35944° З; елевација: 62,2 m (204 ft); 1981–2010 нормале | Клима Коралне луке (Аеродром Коралне луке) WMO ID: 71915; координате 64° 11′ 36″ N 83° 21′ 34″ W / 64.19333° С; 83.35944° З; елевација: 62,2 m (204 ft); 1981–2010 нормале | Клима Коралне луке (Аеродром Коралне луке) WMO ID: 71915; координате 64° 11′ 36″ N 83° 21′ 34″ W / 64.19333° С; 83.35944° З; елевација: 62,2 m (204 ft); 1981–2010 нормале | Клима Коралне луке (Аеродром Коралне луке) WMO ID: 71915; координате 64° 11′ 36″ N 83° 21′ 34″ W / 64.19333° С; 83.35944° З; елевација: 62,2 m (204 ft); 1981–2010 нормале | Клима Коралне луке (Аеродром Коралне луке) WMO ID: 71915; координате 64° 11′ 36″ N 83° 21′ 34″ W / 64.19333° С; 83.35944° З; елевација: 62,2 m (204 ft); 1981–2010 нормале | Клима Коралне луке (Аеродром Коралне луке) WMO ID: 71915; координате 64° 11′ 36″ N 83° 21′ 34″ W / 64.19333° С; 83.35944° З; елевација: 62,2 m (204 ft); 1981–2010 нормале | Клима Коралне луке (Аеродром Коралне луке) WMO ID: 71915; координате 64° 11′ 36″ N 83° 21′ 34″ W / 64.19333° С; 83.35944° З; елевација: 62,2 m (204 ft); 1981–2010 нормале |
| Показатељ \ Месец | .Јан. | .Феб. | .Мар. | .Апр. | .Мај. | .Јун. | .Јул. | .Авг. | .Сеп. | .Окт. | .Нов. | .Дец. | .Год. |
| --- | --- | --- | --- | --- | --- | --- | --- | --- | --- | --- | --- | --- | --- |
| Индекс субјективне топлоте | −0,6 | −1,9 | −0,5 | 4,4 | 8,9 | 22,8 | 32,8 | 30,1 | 19,9 | 7,6 | 3,7 | 3,2 | 32,8 |
| Апсолутни максимум, °C (°F) | −0,6 (30,9) | −1,1 (30) | 0,0 (32) | 5,0 (41) | 9,4 (48,9) | 23,3 (73,9) | 28,0 (82,4) | 26,1 (79) | 18,5 (65,3) | 7,6 (45,7) | 4,0 (39,2) | 3,4 (38,1) | 28,0 (82,4) |
| Максимум, °C (°F) | −25,5 (−13,9) | −25,5 (−13,9) | −20,4 (−4,7) | −10,9 (12,4) | −2,9 (26,8) | 6,4 (43,5) | 14,7 (58,5) | 11,7 (53,1) | 4,6 (40,3) | −3,0 (26,6) | −11,9 (10,6) | −20,1 (−4,2) | −6,9 (19,6) |
| Просек, °C (°F) | −29,6 (−21,3) | −29,7 (−21,5) | −25,2 (−13,4) | −16,1 (3) | −6,7 (19,9) | 3,1 (37,6) | 10,0 (50) | 7,7 (45,9) | 1,7 (35,1) | −6,1 (21) | −16,1 (3) | −24,4 (−11,9) | −11,0 (12,2) |
| Минимум, °C (°F) | −33,7 (−28,7) | −33,9 (−29) | −29,9 (−21,8) | −21,1 (−6) | −10,5 (13,1) | −0,3 (31,5) | 5,3 (41,5) | 3,6 (38,5) | −1,2 (29,8) | −9,1 (15,6) | −20,3 (−4,5) | −28,6 (−19,5) | −15,0 (5) |
| Апсолутни минимум, °C (°F) | −52,8 (−63) | −51,4 (−60,5) | −49,4 (−56,9) | −39,4 (−38,9) | −31,1 (−24) | −15,6 (3,9) | −1,1 (30) | −3,3 (26,1) | −17,2 (1) | −34,4 (−29,9) | −40,6 (−41,1) | −48,9 (−56) | −52,8 (−63) |
| Индекс субјективне хладноће | −69,5 | −69,3 | −64,3 | −55,1 | −39,7 | −23,2 | −8,2 | −11,8 | −23,7 | −43,7 | −54,8 | −64,2 | −69,5 |
| Количина падавина, mm (in) | 9,5 (0,374) | 7,0 (0,276) | 11,2 (0,441) | 18,2 (0,717) | 19,0 (0,748) | 27,6 (1,087) | 34,1 (1,343) | 59,4 (2,339) | 45,4 (1,787) | 33,8 (1,331) | 22,9 (0,902) | 14,8 (0,583) | 302,9 (11,925) |
| Количина кише, mm (in) | 0,0 (0) | 0,0 (0) | 0,0 (0) | 0,4 (0,016) | 4,3 (0,169) | 20,8 (0,819) | 34,1 (1,343) | 58,9 (2,319) | 36,7 (1,445) | 7,2 (0,283) | 0,5 (0,02) | 0,0 (0) | 163,0 (6,417) |
| Количина снега, cm (in) | 9,6 (3,78) | 7,1 (2,8) | 11,3 (4,45) | 18,2 (7,17) | 14,9 (5,87) | 6,9 (2,72) | 0,0 (0) | 0,6 (0,24) | 8,6 (3,39) | 26,7 (10,51) | 22,9 (9,02) | 14,8 (5,83) | 141,6 (55,75) |
| Дани са падавинама (≥ 0.2 mm) | 8,5 | 6,7 | 9,0 | 9,5 | 10,4 | 9,6 | 9,6 | 12,6 | 11,2 | 14,6 | 13,0 | 10,4 | 125,1 |
| Дани са кишом (≥ 0.2 mm) | 0,0 | 0,0 | 0,0 | 0,2 | 1,8 | 7,2 | 9,6 | 12,5 | 8,2 | 3,6 | 0,6 | 0,1 | 43,8 |
| Дани са снегом (≥ 0.2 cm) | 8,6 | 6,6 | 9,0 | 9,5 | 9,4 | 3,3 | 0,0 | 0,3 | 4,3 | 13,1 | 12,9 | 10,4 | 87,3 |
| Релативна влажност, % | 64,9 | 64,2 | 67,5 | 73,8 | 80,3 | 73,9 | 63,1 | 68,9 | 75,6 | 84,8 | 77,6 | 69,7 | 72,0 |
| Сунчани сати — месечни просек | 37,9 | 112,1 | 187,4 | 240,2 | 239,9 | 262,2 | 312,3 | 220,4 | 109,8 | 70,8 | 47,9 | 18,8 | 1.859,7 |
| Сунчано време — месечни проценти | 22,4 | 47,0 | 51,6 | 53,2 | 42,0 | 41,9 | 51,2 | 43,3 | 27,9 | 23,3 | 24,3 | 13,9 | 36,8 |
| Извор: Environment and Climate Change Canada Canadian Climate Normals 1981–2010                                                                                            | | | | | | | | | | | | | |

## Фауна
Птичији резервати Ист Беј и Хари Гибонс представљају важна места за парење снежних гусака (Anser caerulescens caerulescens). Острво је такође место где се налазе два важна подручја за птице (IBA), мочваре реке Боас на југозападу и Источни залив/Природни залив на југоистоку. Обе имају велике летње колоније мале снежне гуске, које заједно чине преко 10% светске популације снежне гуске, а само место реке Боас угошћује преко 500.000 јединки које се тамо гнезде. Мање, али такође значајно, тамо су колоније брент гуске (Branta bernicla) и бројних других поларних врста птица. Острво Саутемптон је једно од два главна летња боравишта позната по гренландским китовима у заливу Хадсон.

## Галерија
- Мапа Саутемптона из 1913. капетана Џорџа Комера.
- Сателитска фотомонтажа острва Саутемптон.